# Ondiep gelegen zuilenstation

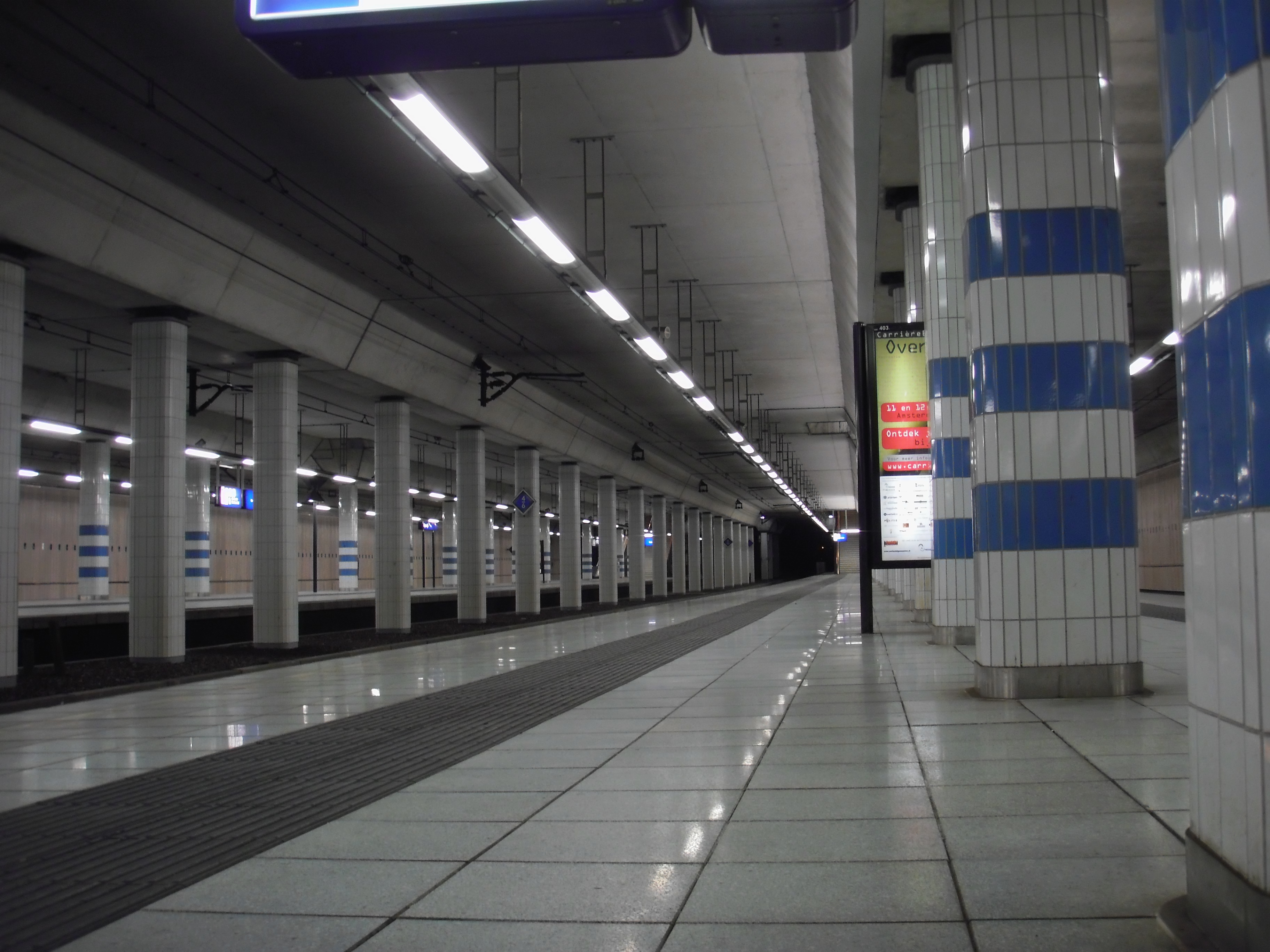
Station Rijswijk

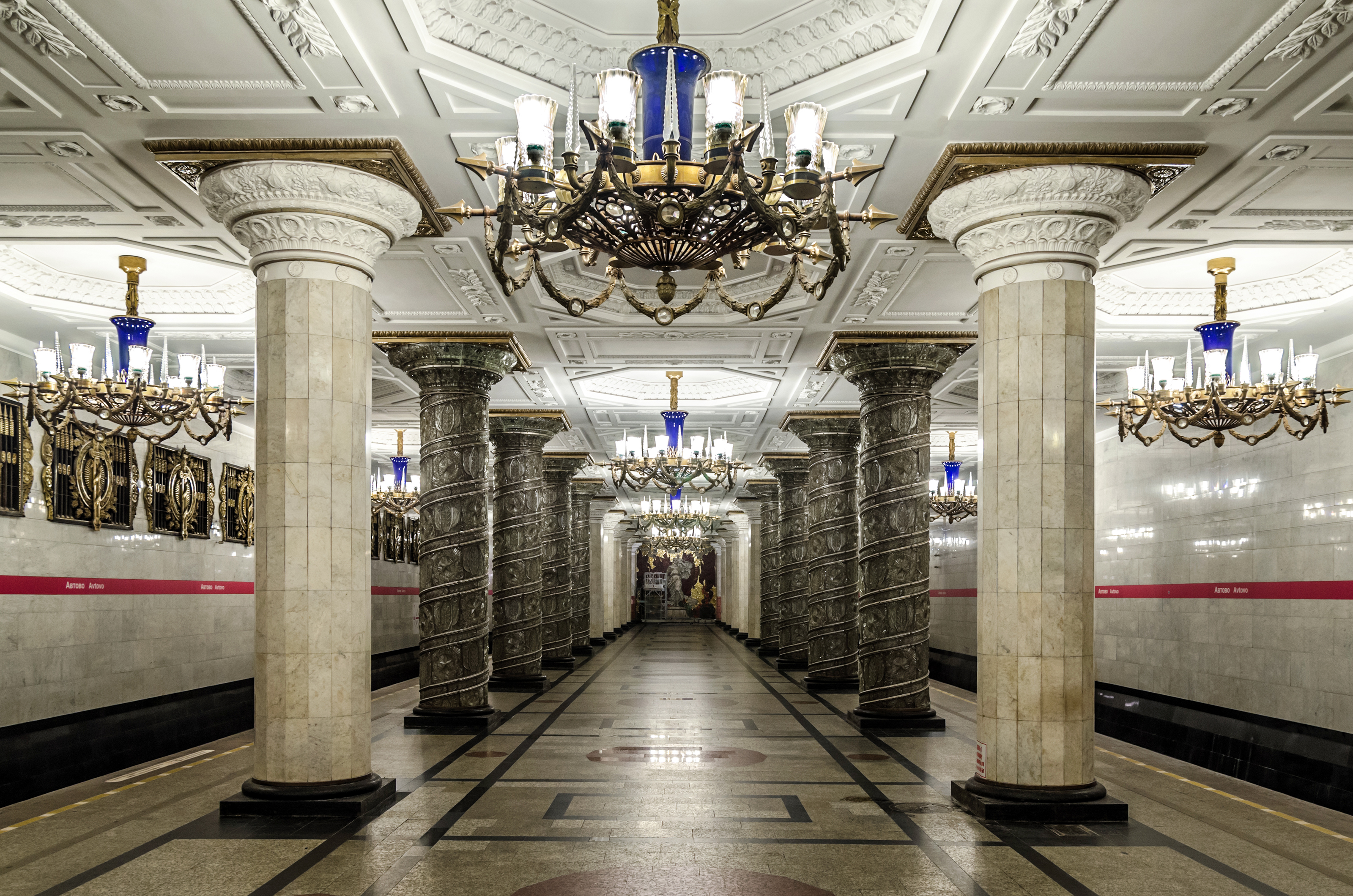
Station Avtovo (Sint-Petersburg)

Een ondiep gelegen zuilenstation is een metrostationtype uit de klasse van ondiep gelegen stations (minder dan 15 meter onder de grond) waarbij een groot aantal zuilen (kolommen) wordt gebruikt als extra ondersteuning binnen het station.

## Stations in Rusland
Dit type station wordt onder meer in verschillende metrosystemen van Rusland toegepast. Bij de meeste ontwerpen wordt voor de zuilen metaal of gewapend beton gebruikt en zijn de zuilenrijen in de lengterichting van het metrostation geplaatst. De meeste ondiep gelegen zuilenstations hebben twee ingangen, en wel aan elk uiteinde in de lengterichting van de stations.

### Typen en verspreiding
Er zijn drie vormen te onderscheiden: metrostations met twee overspanningen met één rij zuilen, stations met drie overspanningen met twee rijen zuilen en stations met meer dan vier overspanningen. De meeste Russische ondiep gelegen zuilenstations kennen drie overspanningen. De zuilen zijn doorgaans gemaakt van gewapend beton en de perrons kennen een lengte van 102 tot 164 meter met een overspan tussen de beide rijen zuilen van 4 tot 6 meter. Dit type ondiep gelegen zuilenstation wordt vaak 'duizendpoot' genoemd door de bevolking vanwege het grote aantal zuilen.
De eerste ondiep gelegen zuilenstations werden in 1935 aangelegd in de metro van Moskou. De zuilen werden gemaakt van gewapend gietbeton of monolithisch gewapend beton in plaats van composiet materiaal. Voorbeelden van stations met drie overspanningen zijn Krasnoselskaja, Sokolniki, Komsomolskaja, Kropotkinskaja, Park Koeltoery, Arbatskaja en Smolenskaja. Imena Kominterna is een voorbeeld van een station met vier overspanningen. De eerste 'duizendpoot' van geprefabriceerd gewapend beton was station Pervomajskaja.
Sommige ondiep gelegen zuilenstations kregen een speciale constructie waarbij bijvoorbeeld een overspanning werd vervangen door een monolithische boog, zoals bij station Moskovskaja in Samara of Sibirskaja in Novosibirsk.
In de metro van Moskou bestaat bijna de helft van de metrostations uit dit type, die hier vooral werden gebouwd in de jaren 60 en 70 van de 20e eeuw. In Sint-Petersburg is de bodem waarin de metro gegraven werd instabieler, ook door de dichte stedelijke bebouwing was de bouw van ondiepe metrostations veelal onmogelijk. Hierdoor zijn daar slechts drie ondiep gelegen metrostations: Avtovo, Leninski prospekt en Prospekt Veteranov. Het eerste van deze drie is wat dieper gelegen en heeft slechts een ingang boven de grond, de andere twee zijn typische 'duizendpoten'.

## Stations buiten Rusland
Buiten Rusland komen dergelijke stations ook voor. Bijvoorbeeld met dubbele galerijen van metalen zuilen, zoals in de metro's van New York en Berlijn. In Nederland zijn treinstations Schiphol, Blaak en Rijswijk, en het Rotterdamse metrostation Marconiplein voorbeelden. In België is het oostwesttracé van het Antwerpse premetrostation Astrid ook een voorbeeld en eveneens het treinstation Brussel-Centraal.